# Commission du Millénaire
La Commission du Millénaire (en anglais : Millennium Commission) est un organisme public non ministériel du Royaume-Uni fondé en 1993 qui avait pour mission de financer des projets célébrant le passage du IIe millénaire au IIIe millénaire. Les activités de la commission ont cessé en 2006.
L'organisme a doté pour plus de 2 milliards de livres sterling des projets comme la Roue de Falkirk, le Projet Éden, le Dôme du Millénaire, le stade du millénaire[réf. souhaitée], le centre scientifique Our Dynamic Earth, le pont du millénaire de Gateshead, la banque de semences Millennium Seed Bank.